# Hydrellia bicolor
Hydrellia bicolor är en tvåvingeart som beskrevs av Johann Wilhelm Meigen 1838. Hydrellia bicolor ingår i släktet Hydrellia och familjen vattenflugor. Inga underarter finns listade i Catalogue of Life.